# Porcellio auritus
Porcellio auritus är en kräftdjursart som beskrevs av Gustav Budde-Lund 1879. Porcellio auritus ingår i släktet Porcellio och familjen Porcellionidae. Inga underarter finns listade i Catalogue of Life.